# Noelia Mendoza
Noelia Elizabeth Mendoza (Gualeguaychú, 26 aprile 1979) è un'ex cestista argentina.

## Carriera
Con l'Argentina ha disputato tre edizioni dei Campionati mondiali (1998, 2002, 2010) e quattro dei Campionati americani (1999, 2001, 2003, 2009).